# Stàraia Motóvilovka
Stàraia Motóvilovka (en rus: Старая Мотовиловка) és un poble de l'óblast de Saràtov, a Rússia, segons el cens del 2010 tenia 14 habitants. Pertany al districte municipal d'Atkarsk.